# Айеркюльхаус

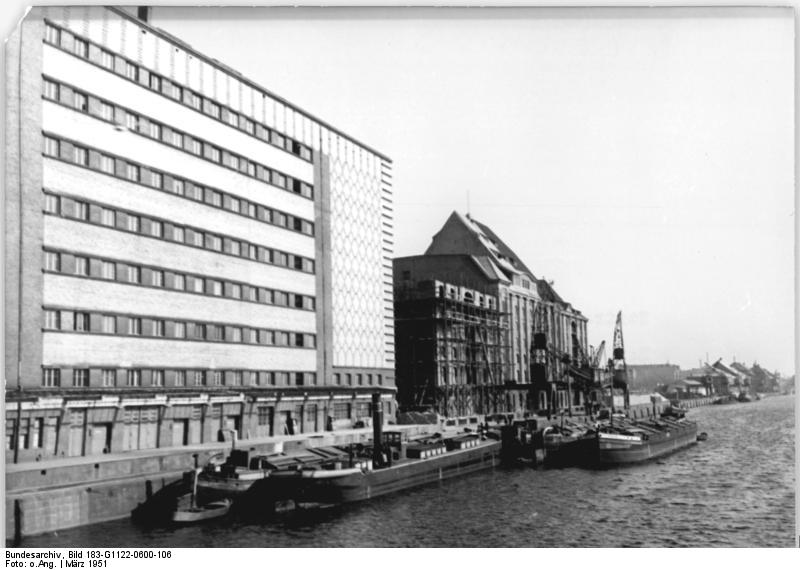
Айеркюльхаус в 1951 году

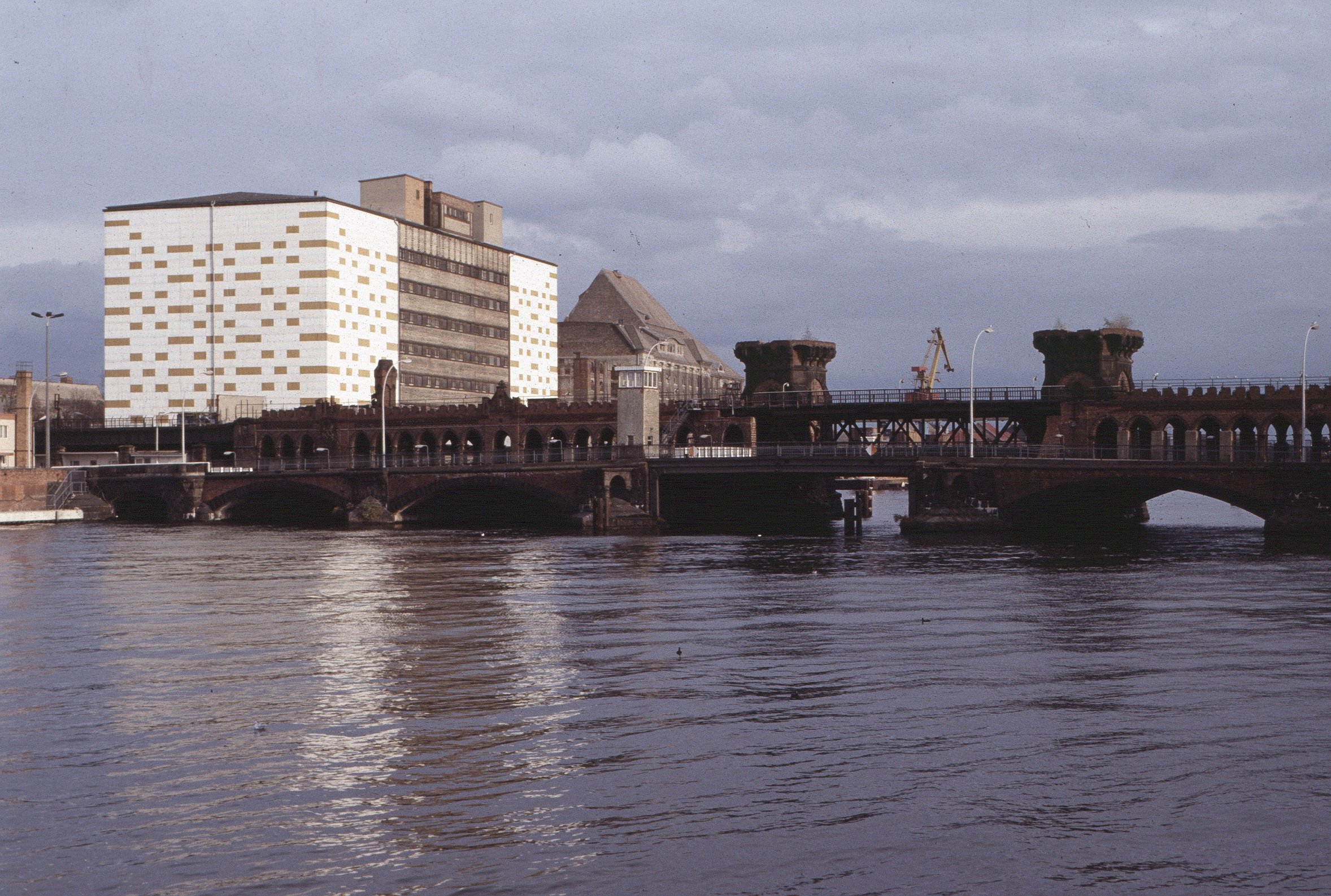
Айеркюльхаус и Обербаумбрюкке в 1989 году

Айеркю́льхаус (нем. Eierkühlhaus — «яичное хладохранилище») — бывшее хладохранилище в Берлине, ныне офисное здание у Восточной гавани на Штралауэр-аллее в районе Фридрихсхайн. Хладохранилище для скоропортящихся продуктов по проекту архитектора Оскара Пуша было передано в эксплуатацию в 1929 году. После реконструкции с июля 2002 года является штаб-квартирой Universal Music Group в Германии.
В 1913 году в Берлине был реализован проект большой гавани. В том же году в северной части открылся склад для зерна и товаров. Здание хладохранилища планировалось построить в непосредственной близости к мосту Обербаумбрюкке. Десятиэтажное здание кубической формы с приметным экспрессионистским светло-жёлтым фасадом из клинкерного кирпича с ромбовым орнаментом было построено гамбургской компанией Kühlhaustransit-AG в 1928—1929 годах. Внутри стены и потолки были покрыты толстым изолирующим пробковым слоем, была предусмотрена сложная система охлаждения, позволявшая поддерживать температуру от нуля до минус десяти градусов Цельсия. В народе здание, где можно было хранить в холоде до 75 млн яиц, прозвали «яйцехранилищем». В Айеркюльхаусе также на временном хранении находились различные скоропортящиеся товары. Вино, сливочное масло, консервы, мороженое мясо, дичь, птица и другие товары отечественного и зарубежного производства прибывали в Берлин речным и железнодорожным транспортом, для них «яйцехранилище» являлось перевалочным пунктом. В результате стремительного роста Берлина потребовались новые складские мощности, и в 1940 году к северу от Айеркюльхауса было построено дополнительное здание.
В апреле 1945 года Восточная гавань была занята советской армией, демонтируемое оборудование было в качестве трофеев вывезено для снабжения советских войск. Часть Восточной гавани и зернохранилища в последующие годы использовались для перевалки демонтированного оборудования, а Айеркюльхаус уже в 1945 году вернулся к своей функции снабжения населения продовольствием. С 1947 года Восточная гавань была полностью передана в управление местным властям. С возведением Берлинской стены в 1961 году Восточная гавань оказалась в непосредственной близости границы со всеми вытекающими ограничениями в эксплуатации. Несмотря на это, Восточный Берлин не мог отказаться от единственной гавани и хладохранилища, в 1970-х годах Айеркюльхаус был модернизирован для хранения свежезамороженной продукции и продуктов глубокой заморозки. В начале 1980-х годов была проведена санация здания.
После объединения Германии мощностей Западной гавани было достаточно для снабжения всего объединённого Берлина. Айеркюльхаус в своём техническом состоянии конца 1960-х годов был выведен из эксплуатации в 1991 году. С 2000 года Айеркюльхаус реконструировался берлинским архитектором Райнхардом Мюллером под офисное здание. В 2002 году представительство музыкального концерна Universal Music Group переехало из Гамбурга в Берлин и в июле въехало в реконструированное «яйцехранилище».